# Exeurytoma
Exeurytoma is een geslacht van vliesvleugeligen uit de familie Eurytomidae. De wetenschappelijke naam van dit geslacht is voor het eerst geldig gepubliceerd in 1971 door Burks.

## Soorten
Het geslacht Exeurytoma omvat de volgende soorten:
- Exeurytoma anatolica Cam, 1998
- Exeurytoma caraganae Burks, 1971
- Exeurytoma kebanensis Doganlar, 2005